# Lars Frederiksen

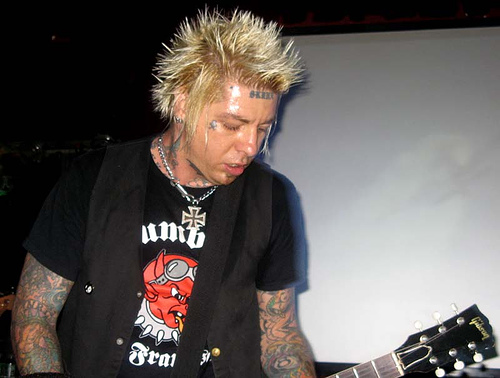
Lars Frederiksen bei einem Konzert 2007

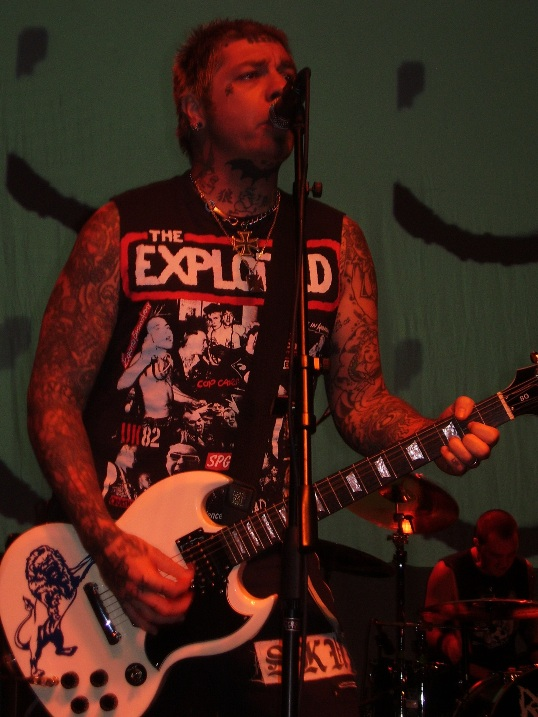
Lars Frederiksen Live 2008

Lars Frederiksen (* 30. August 1971 in Campbell, Kalifornien) ist ein amerikanischer Punkmusiker.

## Werdegang
Im Alter von 18 Jahren wurde Frederiksen Mitglied der englischen Punkband UK Subs. 1993 stieg er bei Rancid, deren 1994 erscheinendes, zweites Album Let's Go ein großer Erfolg werden sollte, als deren zweiter Gitarrist ein.
2001 startete Frederiksen ein Soloprojekt unter dem Namen Lars Frederiksen and the Bastards. Das selbstbetitelte erste Album erzählt hauptsächlich von Lars’ Kindheit in Campbell. 2004 erschien das zweite Album Viking. Beide Tonträger wurden auf Hellcat Records, dem Label von Rancid-Mitstreiter Tim Armstrong, veröffentlicht. 2006 folgte mit Switchblade eine 3-Track-EP auf Rancid Records.
Neben Rancid und seinem Nebenprojekt Lars Frederiksen and the Bastards ist das Rancid-Mastermind auch bei diversen Features mit anderen Bands zu hören, zum Beispiel mit der Band The Unseen, wo er einige Vocals im Song We're all that we have übernahm. Ebenfalls war Frederiksen im Video zu The Spicy McHaggis Jig von den Dropkick Murphys zu sehen, sowie 1999 Produzent von deren Album The Gang's All Here. 1997 trat er bereits als Produzent beim The Business-Album The Truth, The Whole Truth and Nothing But The Truth in Erscheinung.
2010 gründete Frederiksen die Oi!-Band The Old Firm Casuals, die seitdem zwei Alben und zahlreiche Singles und Split-EPs, unter anderem mit Evil Conduct, Klasse Kriminale und Last Resort, veröffentlicht haben. Darüber hinaus tourte die Band durch Europa und die USA.
Frederiksen ist seit etwa 2010/2011 Teilhaber von NYHC Tattoo, einem 1999 von Vinnie Stigma (Agnostic Front) und Jimmy Gestapo (Murphy’s Law) gegründeten New Yorker Tattoostudio.
Seit 2017 ist er festes Mitglied der deutschen  Oi!- und Streetpunk-Band Stomper 98.